# When You Were Young
Singles de The Killers
Smile Like You Mean It
(2005) Bones
(2006)
When You Were Young est une chanson du groupe américain de rock alternatif The Killers publiée en tant que premier single de leur troisième album studio Sam's Town le 18 septembre 2006.

## Liste des titres
Toutes les chansons sont écrites et composées par Brandon Flowers, Dave Keuning, Mark Stoermer, Ronnie Vannucci Jr..
| 1. | When You Were Young | 3:40 |

## Crédits
- Brandon Flowers: chant, clavier
- Dave Keuning: guitare rythmique, chœurs
- Mark Stoermer: basse, chœurs
- Ronnie Vannucci Jr.: batterie, percussions